# Дорожный (Ярославская область)
Доро́жный — посёлок в Ярославском районе Ярославской области. Входит в состав Туношенского сельского поселения.

## География
Посёлок находится в восточной части Ярославской области, на расстоянии приблизительно 20 км (по прямой) к юго-востоку от железнодорожной станции Ярославль в административном центре района и области.

### Часовой пояс
Посёлок Дорожный, как и вся Ярославская область, находится в часовой зоне МСК (московское время). Смещение применяемого времени относительно UTC составляет +3:00.

## Население
| 2007 | 2010 |
| ---- | ---- |
| 42   | ↗53  |

### Национальный состав
Согласно результатам переписи 2002 года, в национальной структуре населения русские составляли 100 % из 49 чел.